# 15037 Chassagne
15037 Chassagne (1998 WN6) là một tiểu hành tinh vành đai chính.